# تپه روستای متروک ۳
تپه روستای متروک ۳ مربوط به دوران‌های تاریخی پس از اسلام است و در شهرستان کبودر آهنگ، بخش مرکزی، روستای شاوه واقع شده و این اثر در تاریخ ۱۰ دی ۱۳۸۱ با شمارهٔ ثبت ۷۰۲۶ به‌عنوان یکی از آثار ملی ایران به ثبت رسیده‌است.